# Диас, Рубенс Антонио
Рубенс Антонио Диас (порт. Rubens Antonio Dias; более известный, как Рубенс порт. Rubens род. 21 июня 2001, Тумиритинга), — бразильский футболист, полузащитник клуба «Динамо (Москва)».

## Клубная карьера
Рубенс — воспитанник клуба «Атлетико Минейро». 8 марта 2021 года в поединке Лиги Минейро против «Уберландии» Диас дебютировал за основной состав. 17 апреля 2022 года в матче против «Атлетико Паранаэнсе» он дебютировал в бразильской Серии A. 26 июня в поединке против «Форталезы» Диас забил свой первый гол за «Атлетико Минейро». В составе клуба Рубенс дважды выиграл Лигу Минейро. 

## Достижения
Клубные
 «Атлетико Минейро»
- Кубок Бразилии (1) — 2021
- Победитель Лиги Минейро (5) — 2021, 2022, 2023, 2024, 2025
- Суперкубок Бразилии (1) — 2022